# Itá Ibaté
Itá Ibaté är en ort i Argentina.   Den ligger i provinsen Corrientes, i den nordöstra delen av landet, 800 km norr om huvudstaden Buenos Aires. Itá Ibaté ligger 75 meter över havet och antalet invånare är 4 115.
Terrängen runt Itá Ibaté är mycket platt. Runt Itá Ibaté är det glesbefolkat, med 13 invånare per kvadratkilometer.. 